# 伊藤佳織
伊藤 佳織（いとう かおり、5月7日 - ）は、日本の役者、女性声優。大阪府出身。フリーランス。舞台を中心に活動している。

## 略歴・人物
大阪在住の頃、19歳で初舞台。また、学生時代から吹き替えをするようになる。
プロダクション・エースに2014年3月31日まで所属していたが退所。翌4月1日に劇団「Reset Limit」に入団し、2017年4月9日に解散するまで所属した。以後はフリーランスながら、萬腹企画の舞台公演の看板女優として活躍する。
自分自身を「噛めば噛むほど味の出るスルメイカタイプ人間」と称する。
愛称は「かお（ちゃん・さん）」。ファンネームはXによる投票で「カオリーメイト（英語名はKaorie MateもしくはKaoriéMate）に決まる。「一度でも私をいいと思ってくれた方はカオリーメイト」としている。
無名劇団代表の島原夏海とは小学生時代からの古い友人である。

## 出演

### 舞台
2009年
- 無名劇団 第16回公演『プラズマ』（5月2日 - 3日、精華小劇場） - 穂村萌 役

2011年
- どーべるman企画 バレンタイン直前 第4回公演『ワンダーブリッジ4ゲイズ』（2月11日 - 13日、ART THEATER かもめ座）
- 『ふたり芝居』「魚座たちの渚」（5月28日 - 29日、新中野ワニズホール） - 落合美由紀 役
- ゲキバカ 2011夏の陣『ごんべい 江戸版/平成版』（7月14日 - 24日、吉祥寺シアター） - 町娘（江戸版）、不良高校生（平成版） 役
- 『ふたり芝居』「ケイコとマナブ」（8月20日 - 21日、新中野ワニズホール） - ケイコ 役

2012年
- 劇団コラソン 第14回公演『どろんパッ!』女版（6月5日 - 26日、ラウンジ鴉） - 矢田亜希子 役
- 劇団コラソン 第16回公演『浪漫飛行 2012』（9月4日 - 25日、ラウンジ鴉）
- 座・あおきぐみプロデュース『OFF・OFF・ACT vol.4』（10月21日、アキバ放送 赤坂Cスタジオ） - めぐみ 役

2013年
- 劇団コラソン 第21回公演『Secret Garden.』（2月8日 - 10日、秋葉原アトリエ ACT&B） - ミク 役
- 劇団コラソン 第23回公演『相棒-Red Demon,don't cry-』（3月2日 - 3日、ニッポン放送イマジンスタジオ） - 天龍源一郎 役
- Reset Limit 旗揚げ準備公演『That's hilarious Room!!』（7月12日 - 15日、秋葉原アトリエ ACT&B） - 蒼樹 役
- Reset Limit 旗揚げ公演『come up with!』（12月6日 - 8日、参宮橋トランスミッション） - かいな 役

2014年
- Reset Limit 第2回公演『break the seal!』（2月13日 - 16日、ウッディシアター中目黒） - 主演：狭間歩 役
- からふる激炭酸『カラフルコミュニケーション』「俺の屍を越えていけ」「バンク・バン・レッスン」（3月14日 - 16日、ウエストエンドスタジオ） - 郡山みどり（俺の屍を越えていけ）、女（バンク・バン・レッスン） 役
- Reset Limit 第3回公演『ニコラ』（6月25日 - 29日、シアター風姿花伝） - 内藤ホライゾン 役
- Reset Limit 第4回公演『デルージョン！プリズナー！』（9月19日 - 23日、ウッディシアター中目黒） - たかまるを中心に6役
- Reset Limit 第5回公演『ミラクル☆スカイ』（11月12日 - 16日、ウッディシアター中目黒） - 主演：霜月美緒 役
- からふる激炭酸 第2回公演『コクハクチ。』（12月18日 - 21日、TACCS1179） - 後藤今日子 役

2015年
- Reset Limit 第6回公演『artificial emotion!!』（3月4日 - 8日、上野ストアハウス） - ポチ、明野七海 役
- Reset Limit 第7回公演『mixed blessing!』（6月26日 - 7月5日、参宮橋トランスミッション） - ガーネット姫、武闘家、幽霊の兎耳舞葉、探偵の兎耳舞葉 役
- ラトリマアナグラム 『キリガミネ』（11月12日 - 15日、明石スタジオ） - 雨木小町 役
- 萬腹企画 1杯目『Hell of inmates!』（12月11日 - 13日、アートスペースサンライズホール） - 蒼樹 役

2016年
- Reset Limit 第8回公演『eruption barriers 〜えるぷしょんばりあーず〜』（2月10日 - 14日、アトリエ第七秘密基地） - リ・ジュゼノフェゲジュベク 役
- Reset Limit 第9回公演『音霊戦隊 ディスクレンジャー』（4月13日 - 17日、上野ストアハウス） - デス・ブレイブ・クイーン 役
- Reset Limit 第9回ルナティック演劇祭出品作品（優勝）『Rising love』（5月25日・28日、小劇場 楽園） - アラダキノボル 役
- CorneliusCockBlue(s) 6ヶ月連続6公演 第4弾!! 〜ファンタジーの章〜『PAY OFF MAN!!』（6月21日 - 23日、小劇場 B1） - かいな 役
- 萬腹企画 2杯目『コトノハ』（7月8日 - 10日、シアターグリーン BOX in BOX THEATER） - 姫ちゃん、御剣凛音 役
- M's企画 第7回公演『Q&A』Qチーム「ガング」（10月25日 - 27日、シアターシャイン） - 上原千尋 役
- M's企画 第8回公演『ソクラテス・ソードマニア』（11月22日 - 25日、アートスペースサンライズホール） - 主演：池谷未来 役
- CorneliusCockBlue(s) 第7回公演『そして、尾も白かった。』（12月29日 - 30日、「劇」小劇場） - かいな 役

2017年
- Reset Limit 第10回公演『Saturation story』（3月28日 - 4月2日、参宮橋トランスミッション） - 伊藤佳織、かいな、他過去作のキャラ
- GO→S! vol.3 / CROWSNEST STAGE vol.2『time trouble 齢 30』（6月6日 - 11日、赤坂CHANCEシアター） - 伊之上 役
- 萬腹企画 3杯目『A-E』（7月6日 - 9日、TACCS1179） - ポチ、明野七海 役

2018年
- 萬腹企画 4杯目『恋愛疾患特殊医療機 a-Xブラスター』（1月11日 - 14日、シアターグリーン BOX in BOX THEATER） - 芋掘愛子、わずらい 役
- 萬腹企画 5杯目『マギアギア』（7月4日 - 8日、新宿シアターモリエール） - 若松春奈とダブル主演：バロック・バゼル・クルエラ 役
- イヌフェス第3弾 演劇集団イヌッコロ Showcase ver.6『オタッカーズ・ハイ』（10月16日 - 21日、サンモールスタジオ） - Team-A 堤 役
- 萬腹企画 6杯目『SYNAPSE -シナプス-』（11月21日 - 25日、上野ストアハウス） - かいな 役

2019年
- Eg'xtadio×平康臣『イデオロギー』（3月6日 - 10日、調布市せんがわ劇場） - ふみ 役
- 主催公演『伊藤佳織のいとをかし。』（5月6日、小劇場 楽園） - 初主催
- 羽仁プロデュース 第2弾『天爛のパティシエ』（5月14日 - 19日、ワーサルシアター） - 歩未 役
- 萬腹企画 7杯目『封印壊除』（7月10日 - 15日、萬劇場） - 隠神刑部 役
- 萬腹企画 8杯目『V-e ヴォイス・エレメント』（9月4日 - 8日、上野ストアハウス） - フロイデ 役
- 萬腹企画 9杯目『NIKORA -ニコラ-』（12月25日 - 29日、ポケットスクエア テアトルBONBON） - サザン 役

2020年
- 萬腹企画 10杯目『BUGBUG西遊記』（2月26日 - 3月1日、ポケットスクエア ザ・ポケット） - 主演：空乃サト子 役
- 萬腹企画 11杯目『怨霊撲滅屋GRUDGE・BREAKERs』（8月19日 - 23日、シアターKASSAI） - レイチェル＝グリザイユ 役
- 萬腹企画 秋の特別公演 特別公演 Vol.壱『Eバリアーズ』（10月21日 - 25日、アトリエファンファーレ東新宿） - リ・ジュゼノフェ・ゲヂュベク 役

2021年
- シタチノ 第4回公演『カツロ』（2月3日 - 7日、ウエストエンドスタジオ） - 智花 役
- 萬腹企画 12杯目『みく×ぶれ 〜Mixed×Blessing〜』（3月31日 - 4月4日、d-倉庫） - 兎耳舞葉、うさみみぶっぱさん 役
- シタチノ 第3回公演『いえないアメイジングファミリー』（6月23日 - 27日、ポケットスクエア 劇場MOMO） - カイリ 役
- 萬腹企画 13杯目『音霊戦隊ディスクレンジャー2021』（10月27日 - 31日、d-倉庫） - デス・ブレイブ・クィーン 役

2022年
- 萬腹企画 14杯目『ハガネノコドウ A-E』（5月19日 - 22日、あうるすぽっと） - 松永有紗とダブル主演：ポチ 役
- 萬腹企画×かいじゅうコット『マッピルマの人々』（7月27日 - 31日 29日、参宮橋トランスミッション） - 下田菜美 役
- 萬腹企画 15杯目『恋愛疾患特殊医療機 a-xブラスター』（11月10日 - 13日、シアター・アルファ東京） - 狩樹まひる 役
- UZR 第6回本公演『幾星霜、響く鐘』（12月24日 - 28日、サンモールスタジオ） - 柱あけみ 役

2023年
- sitcomLab『バンクパック』（3月23日 - 26日、テアトルBONBON） - 行員 役
- 萬腹企画 16杯目『MAGIAGIA -マギアギア-』（4月27日 - 30日、あうるすぽっと） - 黒の魔法使いクルエラ 役
- シタチノ 番外公演vol.3『「お松のターン！」〜松浦康太 短編集〜』「ゆびきり」「柳瀬川春千代、薄紅色の春模様」（7月20日 - 23日、下北沢スターダスト）
- Daisy times produce『R-20』（8月16日 - 20日、萬劇場） - 口裂け女 役
- 萬腹企画 冬の特別公演『NIKORA-ニコラ-』（12月20日 - 24日、テアトルBONBON） - サザン 役

2024年
- 萬腹企画 17杯目『封印壊除』（3月21日 - 25日、シアターグリーン BIG TREE THEATER） - 隠神刑部 役
- イルカ団!!PRESENTS『ドラキュラ!! 「Dies irae!!」/「Lacrimosa!!」』「Lacrimosa!!」（9月28日 - 10月6日、上野ストアハウス） - ルーシー・ウェステンラ 役
- 萬腹企画 18杯目『怨霊撲滅屋GB』（11月13日 - 17日、新宿シアターモリエール） - レイチェル＝グリザイユ 役

2025年
- 萬腹企画 春の特別公演『ライジング・ラブ』（3月12日 - 16日、小劇場 楽園） - アラダキノボル 役
- 萬腹企画 19杯目『恋愛疾患特殊医療機 a-xブラスター』（7月16日 - 20日、六行会ホール） - 狩樹まひる（カルキ） 役 
- sitcomLab 第9弾『いえないアメイジングファミリー』（10月6日、8日 - 12日、ポケットスクエア ザ・ポケット） - カイリ（Blue Devil 版） 役

### 朗読劇
- Daisy times produce 番外編公演『ハナコトバ-朗-』「『不思議なアリスの秘密』for アングレカム」 - Ateam（2023年12月27日 - 30日、πTOKYO） - 8役（白ウサギ、ドアノブ、マッドハッター、三月ウサギ、眠りねずみ、チェシャ猫、トランプ兵、ビル 役）[81]
- Daisy times produce 番外編公演『ハナコトバ-朗- For spring』「『魔女のお茶会』for スノーフレーク」 - Bteam（2024年4月10日 - 14日、アトリエファンファーレ東新宿） - 語り（店長） 役[82]
- Daisy times produce『たった一度の朗読の日』（2024年10月27日、ブルースクエア四谷）[83]

### コント
- Daisy times produce 番外編コントミニ公演 『お掃除大戦争』（2024年12月19日 - 22日、ステージカフェ 下北沢亭） - カビ 役[84]

### 映画
- 『愛を歌うより俺に溺れろ!』（2012年8月25日、角川映画） - たまこ 役

### 吹き替え
- ドラマ『猟犬たちの夜 オルフェーヴル河岸36番地-パリ警視庁』（2010年4月） - 刑事たちの通う行き着けバーのママ 役
- 映画『リセット』（2011年8月）
- 映画『RED BULLETS（レッド・バレッツ）』（2012年3月） - 7役（グルーシェンカ役ほか）の吹き替え[85]
- ドラマ『猟犬たちの夜 そして復讐という名の牙』（2013年1月） - ナディア、女刑事、おばさん 役
- 映画『MONSTER モンスター』（2014年11月） - アリス 役[86]
- 映画『ブルー・エレファント』（2017年2月） - デラ 役[87]
- ドラマ『BULL / ブル 法廷を操る男』 第16話「空飛ぶミステリー」（2018年1月27日）[88][89][90]
- ドラマ『私立探偵マグナム』 第9話「打ち勝つ勇気」（2020年6月3日） - 女性補佐官 役[91][92]

### ゲームの声優
- 『Master Reboot』（2015年12月） - オペレーター、アンチウイルス、？？？ 役
- 『オーバーウォッチ』期間限定イベント「レトリビューション」（2018年4月）[93][94]
- 『ライフ イズ ストレンジ ビフォア ザ ストーム』（2018年6月）
- 『レゴ®インクレディブル・ファミリー』（2018年8月）
- 『レゴ®ムービー2 ザ・ゲーム』（2019年4月）
- 『BORDERLANDS 3』（2019年9月） - 女サイコをメインに数キャラ[95]
- 『CALL OF DUTY®: MODERN WARFARE®』（2019年10月）[96]
- 『ホグワーツ・レガシー』（2023年2月10日）[97][98]
- 『ディアブロIV』（2023年6月6日）[99][100]
- 『サイバーパンク2077：仮初めの自由』（2023年9月26日）[99]
- 『スーサイド・スクワッド キル・ザ・ジャスティス・リーグ』（2024年1月30日） - 戦士 役[99]

### オーディオドラマ
- 360°サウンドドラマ ミミニツイテハナレナイ×シタチノ『フルフラールの香り』（2022年4月25日） - 飯田の母、他 役[101]

### ナレーション
- 『女くどき飯 Season2』DVD-BOX 映像特典（2016年4月）
- Kabu’s ENTERTAINMENT『めくるめく めくらない日々。』（2018年3月2日 - 4日、しもきたドーン） - 声の出演[102]

### CM
- サントリーフーズ「リゲイン集中」WebCM（2015年7月）[103][104]
- マクドナルド WebCM[105]
- TikTok WebCM（2021年11月・2022年7月）[106][107]

### 映像作品
- CapcomChannel モンハン小話 「ハンターの集い 2015のお知らせ 第2弾」編（2015年4月） - ハンター 役
- ニコニコ動画 YouTube「Reset Limit」モンハン小話「ゆうた」編（2015年11月） - ハンター 役
- YouTube「Reset Limit」モンハン小話「狩猟解禁！？」（2015年11月）[108]
- YouTube ゲーム実況『バイオハザード7 レジデント イービル グロテスクVer.』（2020年4月 - 7月）[109]
- YouTube ゲーム実況『バイオハザード HDリマスター』（2020年11月 - ）[110]
- YouTube ゲーム実況『バイオハザード ヴィレッジ』（2021年6月 - 9月）[111]
- YouTube ショートドラマ『CROSSROAD』（2022年3月26日）[112]

### ラジオ
- ラジオボンバー「芝居のススメ」（2014年6月14日・2016年4月9日、調布FM）[113][114]
- MEMIのRock Orange（2017年4月、FM秋葉原）

### Webラジオ
- リタ・ジェイのUstラヂオ（2017年5月）
- リタ・ジェイのUstラヂオ（2017年9月） - アシスタントパーソナリティ[115]
- りぷっThena（2017年6月、WALLOP）
- 〜劇場へ行こう〜 伊藤佳織のUstラヂオ（2017年10月）
- 天野麻菜のビール女子会。（2019年6月16日）[116]
- おまつのOne More Talk「俳優対談・No4.伊藤佳織」（2021年6月8日、stand.fm）[117]

### イベント
- 「オリジナル脚本の生アフレコイベント」（2011年11月）
- 「MUSIC LIVE A 2011 vol.7」（2011年11月）
- 「〜アニソンライブPART1〜」（2012年6月） - コンビ名「まこまよ」の「まこ」
- 「〜アニソン夏ライブPART9〜 夏もクライマックス」（2012年8月） - コンビ名「salty Colors」
- お試し新企画ライブ 「食べながら観る！ライブ vol.3」（2013年12月）
- 「アニソンライブ in IKEBUKURO vol.3〜起動! 共鳴! 氷砕! あなたとクリスマスイブ!!クリスマス☆だよ全員集合！」（2013年12月） - コンビ名「Salty Colors」
- Reset Limit「一周年だよ！全員集合！！」（2014年4月） - 過去作3作を日替わりで上映、アフタートークショー
- 螺子-vis-(ビス)「デザインフェスタ VOL.41」（2015年5月）
- 「天まで肥えろ白飯オフ！」（2015年10月12日）[118]
- LIVE「おとらく!!」（2015年11月）
- Reset Limit「モンハン小話 オフ会」（2015年12月19日）
- 「第2回 伊藤佳織の白飯オフ〜二杯目」（2015年12月23日）[119]
- 萬腹企画『Hell of inmates!』上映会&トークショー&ミニライブ（2016年2月28日、ゲームBAR ミニらぼ）
- 「第3回 伊藤佳織の白飯イベント&バースデーイベント」（2016年5月5日）[120]
- 螺子-vis-(ビス)「デザインフェスタ VOL.43」（2016年5月）
- 「第4回 伊藤佳織白飯の会」（2016年8月26日）[121]
- 「第5回 伊藤佳織白飯の会」（2016年9月21日）[122]
- ライブ2「@ベースビルドNo.3」（2016年10月）
- LIVE「おとらく2!!」（2016年11月） - 輝美バンド
- ライブ（2017年2月）
- 「スナックゆみこ」（2017年3月） - チーママ 役
- 萬腹企画×片霧烈火「おとらく3!!!」（2017年3月） - 輝美バンド
- 「みさわ国」（2017年4月）劇の部 - イズミ 役
- 「スナックゆみこ」（2017年5月）
- 螺子-vis-(ビス)「デザインフェスタ vol.45」「Japanesque Spiral-陰陽彩枯百鬼夜行編」（2017年5月） - MC、語り、パフォーマンス
- イベントモデル「au 三太郎と笑おうストリート」（2018年3月5日 - 11日、新宿駅メトロプロムナード）[123][124]
- マギアギア撮影会（2018年8月19日）
- イヌッコロ「イヌフェスオールスター大集合 〜フェス開幕式〜」（2018年9月5日、劇場MOMO）[125]
- オンライン面会 『怨霊撲滅屋GRUDGE・BREAKERs』公演後（2020年8月30日）[126]
- オンライン面会 『Eバリアーズ』公演後（2020年11月1日）[127]
- オンライン面会 『カツロ』公演後（2021年2月13日 - 14日）[128]
- オンライン面会 『みく×ぶれ 〜Mixed×Blessing〜』公演後（2021年4月11日 - 12日）[129]
- オンラインバースデーイベント（2021年5月6日 - 7日）[130]
- オンライン面会 『いえないアメイジングファミリー』公演後（2021年7月4日）[131]
- 萬腹企画の個展（2021年8月14日 - 15日、ギャラリーがらん西荻）[132]
- オンライン面会 『音霊戦隊ディスクレンジャー2021』公演後（2021年11月7日）[133]
- 萬腹企画の個展#2（2021年12月10日 - 12日、ギャラリーがらん西荻）[134]
- 萬腹企画14杯目 『ハガネノコドウA-E』キャストトーク&チェキ撮影会（2022年4月2日、アース・シー・スカイスタジオ）[135]
- オンライン面会 『ハガネノコドウ A-E』公演後（2022年5月28日）[136]
- 萬腹企画14杯目 『ハガネノコドウ A-E』公演振り返り㊙️トーク&チェキ撮影会（2022年7月2日 - 3日、バルスタジオ）[137]
- 萬腹企画×いとをかし。 スペシャルコラボイベント（2022年7月29日、参宮橋トランスミッション）[138]
- 萬腹企画の個展#3（2022年8月20日 - 21日、ギャラリーがらん西荻）[139]
- 萬腹企画14杯目『ハガネノコドウA-E』〜まんぷく鑑賞会&トークイベント〜 （2022年9月24日 - 25日、バルスタジオ）[140]
- 萬腹企画15杯目『恋愛疾患特殊医療機a-xブラスター』〜キャストトーク&チェキ撮影会〜 （2022年10月15日 - 16日、参宮橋トランスミッション）[141]
- 萬腹企画15杯目『恋愛疾患特殊医療機a-xブラスター』〜アフタートーク&チェキ撮影会〜 （2022年11月19日 - 20日、高田馬場ラビネスト）[142]
- オンライン面会 『恋愛疾患特殊医療機a-xブラスター』公演後（2022年12月3日）[143]
- UZR『「UZRのまったり会」『幾星霜、響く鐘』公演直前スペシャル』（2022年12月4日、バルスタジオ）[144]
- UZR『「UZRのまったり会」『幾星霜、響く鐘』アフターイベント&大忘年会』（2022年12月29日、バルスタジオ）[145]
- 萬腹企画の個展#4（2023年1月28日 - 29日、ギャラリーがらん西荻）[146]
- 萬腹企画大新年会（2023年2月4日 - 5日、バルスタジオ）[147]
- オンライン面会 『バンクパック』公演後（2023年4月1日）[148]
- 萬腹企画16杯目『MAGIAGIA -マギアギア-』〜ビフォアイベント〜（2023年4月15日 - 16日、バルスタジオ）[149]
- 伊藤佳織生誕祭、白飯会（2023年5月7日、東京都銀座某所）[150]
- 螺子-vis-(ビス)「デザインフェスタvol.57」-sPirale-ショーステージ「神話-Mythology-」（2023年5月20日、東京ビッグサイト） - 天之御中主神、武家の娘 役[151][152][153]
- 萬腹企画16杯目『MAGIAGIA -マギアギア-』〜アフターイベント〜（2023年6月17日 - 18日、バルスタジオ）[154]
- オンライン面会（2023年7月22日）[155]
- オンライン面会 『R-20』公演後（2023年8月27日）[156]
- 萬腹企画の個展#5（2023年9月30日 - 10月1日、ギャラリーがらん西荻）[157]
- 萬腹企画『まんぷくパーティ！』（2023年11月26日、東京都新宿区内某所）[158]
- いとうかおりの白飯会（2023年11月26日、東京都内某所）[159]
- 萬腹企画の個展#6（2024年1月27日 - 1月28日、ギャラリー&スタジオnolla 銀座・築地）[160]
- 萬腹企画16杯目『MAGIAGIA -マギアギア-』〜上映会&メイキング&トークイベント〜（2024年2月3日、バルスタジオ）[161]
- 萬腹企画17杯目『封印壊除』〜ビフォアトークイベント〜（2024年3月9日 - 10日、バルスタジオ）[162]
- 萬腹企画17杯目『封印壊除』〜アフターイベント〜（2024年4月6日 - 7日、バルスタジオ）[163]
- 伊藤佳織生誕祭、白飯会（2024年5月5日、東京都内某所）[164]
- 萬腹企画の個展#7（2024年5月11日 - 12日、ギャラリーがらん西荻）[165]
- 萬腹企画の個展番外編「Manpuku World」（2024年7月27日 - 28日、ギャラリーがらん西荻）[166]
- 萬腹企画17杯目『封印壊除』〜上映会&トークショー〜（2024年10月19日、バルスタジオ）[167]
- 萬腹企画18杯目『怨霊撲滅屋GB』〜ビフォアトークイベント〜（2024年10月20日、バルスタジオ）[167]
- 「なおりくの遊び場 vol.12」〜遊び場で、ナオピー生誕祭〜 第一回：ビリビリの会（2024年11月1日、池袋西口GEKIBA）[168]
- 萬腹企画18杯目『怨霊撲滅屋GB』〜アフタートークイベント〜（2024年12月7日 - 8日、池袋西口GEKIBA）[169]
- 碧さやか 2024年クリスマスイベント（2024年12月21日、BAR MORI ）[170]
- オンライン面会（2024年12月29日）[171]
- いとうかおりの新春オフ会（2025年2月6日、アジギャラリー）
- 萬腹企画 サウンドドラマ公開収録イベント「メイキング・ボイシーズ」（2025年2月7日、アジギャラリー）[172]
- 萬腹企画の個展#8（2025年2月8日 - 9日、アジギャラリー）[173]
- オンライン面会 『ライジング・ラブ』公演後（2025年3月30日）[174]
- 伊藤佳織の生誕祭（2023年5月18日）[175]
- 萬腹企画18杯目『怨霊撲滅屋GB』〜上映会＆メイキング＆トークイベント〜（2025年5月30日、バルスタジオ）[176]
- 萬腹企画19杯目『恋愛疾患特殊医療機 a-xブラスター』〜ビフォアトークイベント〜（2025年7月4日、バルスタジオ）[177]
- 萬腹企画19杯目『恋愛疾患特殊医療機 a-xブラスター』〜アフターイベント〜（2025年7月25日 - 26日、バルスタジオ）[178]
- オンライン面会 『恋愛疾患特殊医療機 a-xブラスター』公演後（2025年8月3日）[179]
- -sPirale-展「夢想の国のアリス」（2025年9月19日 - 21日、デザインフェスタギャラリー原宿WEST （1-B）） - 現実のアリス（春野亜梨珠）役[180]

### 楽曲
- 輝美バンド「richly world」（2015年11月） - 楽曲制作[181]
- 社長と専務「Graduation Story」[注釈 5]（舞台『Saturation story』劇中歌、2017年3月） - 楽曲制作（コーラス）